# 吳憶樺
吳憶樺（葡萄牙語：Iruan Ergui Wu，1995年7月12日—），擁有中華民國與巴西雙重國籍，幼年居住高雄縣茄萣鄉，曾因父母雙方家族爭奪監護權一事，引起跨國婚姻衍生兒女監護權的話題，其境遇與古巴男童伊利安·岡薩雷斯頗為類似，常被媒體相提並論。

## 家庭背景
吳憶樺的父親吳登樹是台灣高雄市茄萣區的漁民，母親是巴西女子瑪莉莎（葡萄牙語：Marisa Tavares Ergui）。吳登樹在1994年隨漁船出海前往烏拉圭捕魚時，與巴西女子瑪莉莎結識，兩人相戀後於1995年生下吳憶樺，不過他們並沒有婚姻關係。吳登樹離開巴西繼續隨船捕魚，將吳憶樺留在巴西與母親同住。

## 監護權之爭
瑪莉莎於1998年因血癌病逝，遂由外婆羅莎（葡萄牙語：Rosa Leocadia da Silva Ergui）擔任監護人。2000年時，吳登樹到巴西，於11月1日辦理公證將吳憶樺的監護權授權給羅莎。2001年3月15日，吳登樹帶著吳憶樺到台灣探親，不料卻於2週後（3月29日）因心臟病發而驟逝。
吳登樹死後，其胞弟吳火眼宣稱擁有吳憶樺的監護權，不讓吳憶樺返回巴西（他持巴西護照到台灣），並且為吳憶樺登記戶籍以進入高雄市茄萣國小就讀。
2001年7月，羅莎抵臺宿於臺南市並開始與吳火眼談判，試圖攜吳憶樺返回巴西，此一請求遭吳火眼拒絕。此事開始被台灣及巴西的媒體廣為報導，巴西知名足球運動員罗纳尔迪尼奥（小羅納度）得知此事後，基於同鄉（阿雷格里港，亦稱愉港）之誼，贈送一件有他本人以及參加2002年世界杯足球賽全隊球員簽名的足球衣給吳憶樺。
其後，吳火眼向台灣高雄地方法院聲請改定監護權人為自己，因為胞兄登樹在臨終前曾囑咐他：「務必輔養憶樺長大成人並且供給憶樺在台灣完成大學教育」。為了達成哥哥的遺願，他應有吳憶樺的監護權。但這個口頭的請託並未立下任何書面遺囑。而羅莎則向同一法院聲請交付被監護人吳憶樺予自己。
2002年8月9日，高雄地方法院駁回吳火眼的聲請改定監護人案，裁定仍由羅莎繼續監護，理由是根據中華民國《民法》第1094條的規定，羅莎是吳憶樺的直系血親，監護權的繼承順序優先於旁系血親的吳火眼，且吳登樹生前已在巴西辦理公證將吳憶樺的監護權授權給羅莎；至於羅莎所提之訴，法院則判決應將吳憶樺交付予羅莎。吳火眼雖就上二案件分別提起抗告及上訴，惟仍被法院駁回，因此交付被監護人之訴於2003年11月判決確定。

## 被帶回巴西
高雄地方法院限令吳火眼最晚要在2004年2月9日將吳憶樺交給羅莎委託的巴西商務中心（巴西駐台機構）。經過警方強力介入，在推擠衝突中，於2月10日將吳憶樺帶出吳家，並且於2月11日由吳憶樺的嬸嬸李素華（吳火眼之妻）和巴西駐台代表裴瑞拉（Paulo A. P. Pinto）等人的陪同之下，搭乘飛機經由香港及南非轉機，由於案件受到關注，有些媒體全程搭同班機隨同飛到巴西採訪。於35小時後的2月13日到達巴西聖保羅市的聖保羅國際機場。巴西警方直接將吳憶樺帶回羅莎的住處，幾經協調李素華仍無法全程陪伴吳憶樺至羅莎的住處。
由於在台灣高雄市與巴西也有雙方家屬拉扯與難捨難離的痛哭場面（尤其在前者），過程均以各家守候的台灣媒體直播，所以就連國際媒體CNN當時也有報導。
吳憶樺被帶回巴西後與外婆羅莎及其家人同住在巴西南大河州阿雷格里港卡諾阿斯，平時居住當地的台商以及關注此案的駐外記者不定期會去探視。
其後，羅莎推翻稍早「吳憶樺會定期返台探親」說法，並向媒體表示在吳憶樺成年以前不會讓他回到台灣。另據相關新聞報導，羅莎也並未實現協議中「繼續學習中文」的允諾，因此吳憶樺今除了簡單書寫及幾句問候語之外，已然開始淡忘中文及台語，一封寄給臺灣親友的家書，還將自己的名字寫錯字。而臺灣的家屬至多僅能在台灣傳媒熱心追蹤下才能得知吳憶樺在巴西生活的狀況。
2008年7月，羅莎年事已老無力繼續扶養，將吳憶樺送至當地寄養家庭安置。

## 政治風波
吳憶樺事件原是單純民事紛爭，但由於吳火眼因在事件中曾請求國民黨立委林益世協助，而釀成另一股政治風波。
吳憶樺被強制帶離後，林益世與吳火眼2月11日召開記者會，抨擊政府「垃圾」。民進黨立委林重謨與蔡啟芳則反駁林益世「政治操作」，曾在臺灣政壇爭論一時之選。

## 回台灣探親
2013年11月5日，天主教博愛基金會執行長歐晉仁表示，9年多前引發台灣和巴西監護權糾紛的吳憶樺，今年已滿18歲，由於羅莎同時也已在數月前病逝，吳憶樺亦決定返台探親，將於2014年1月在巴西籍德國裔養母葉特納（Etna Borkert）、義兄卡西歐（Cassio Borkert）的陪同下搭機來台。
為了協助吳憶樺返台，天主教博愛基金會向各界募集相關經費，約需新台幣150萬元。但網友們質疑吳憶樺返台屬個人私事，針對該基金會募款行為批評聲浪如潮，指稱該基金會執行長歐晉仁雖然每年前往巴西探視吳憶樺兩次，但吳憶樺不僅中文幾乎忘光，且從未與台灣親友聯絡，親友更是經由記者訪問及看新聞才知道吳憶樺即將返台，而來回機票、食宿竟高達新台幣150萬元，儘管該基金會聲稱其中部分款項是要用來買電腦捐贈給巴西當地小學，仍被網友說該基金會是消費吳憶樺，濫用善心人士資源。
中華民國外交部贊助新台幣20萬元贊助吳憶樺返台，引發獨厚吳憶樺的質疑聲浪。外交部澄清指出，贊助吳憶樺是希望加強台灣與巴西雙邊關係。吳憶樺於1月3日晚間正式抵台，參訪第2天被民眾目睹在西門町一家美式餐廳裡與中天現場主播鄭亦真舌吻。吳憶樺在臺灣期間出席記者會時，表示決定等思想成熟了以後再正式回台灣定居，另外他也表示不會與最親愛的叔叔吳火眼、嬸嬸李素華、堂兄吳童楠斷聯繫。最後於2014年1月19日搭機離台返回巴西。

## 外部連結

### 相關網站
- 財團法人天主教博愛基金會 負責吳憶樺案兩家居中協調者
- 中華民國外交部　吳憶樺事件新聞稿（1）、（2）、（3）
- ^ 司法院全國法規資料庫 中華民國《民法》親屬編 相關條文
- 吳憶樺巴西 網頁（葡語）

### 相關報道
- 《自由時報》吳憶樺被強制帶離高雄吳家，造成推擠衝突／垃圾效應…茄萣鄉民聲援林益世
- 《東森新聞報》吳憶樺被帶走後痛哭（页面存档备份，存于）／巴西當地媒體大篇幅報道吳憶樺回到巴西（页面存档备份，存于）／吳憶樺以葡萄牙文寫家書問候台灣親友（页面存档备份，存于）
- 台灣TVBS-news　吳憶樺專題 1（页面存档备份，存于）／2（页面存档备份，存于）／3（页面存档备份，存于）／4（页面存档备份，存于）／5（页面存档备份，存于）／6（页面存档备份，存于）／7（页面存档备份，存于）（2004年4月24日）

### 法院判決書
- ^ 臺灣高雄地方法院民事裁定書──九十年監字第九五號[永久] 吳火眼聲請改定監護人案
- ^ 臺灣高雄地方法院民事判決書──九十年度親字第一五三號[永久] Rosa Ergui訴請交付被監護人案